# Canyon sous-marin

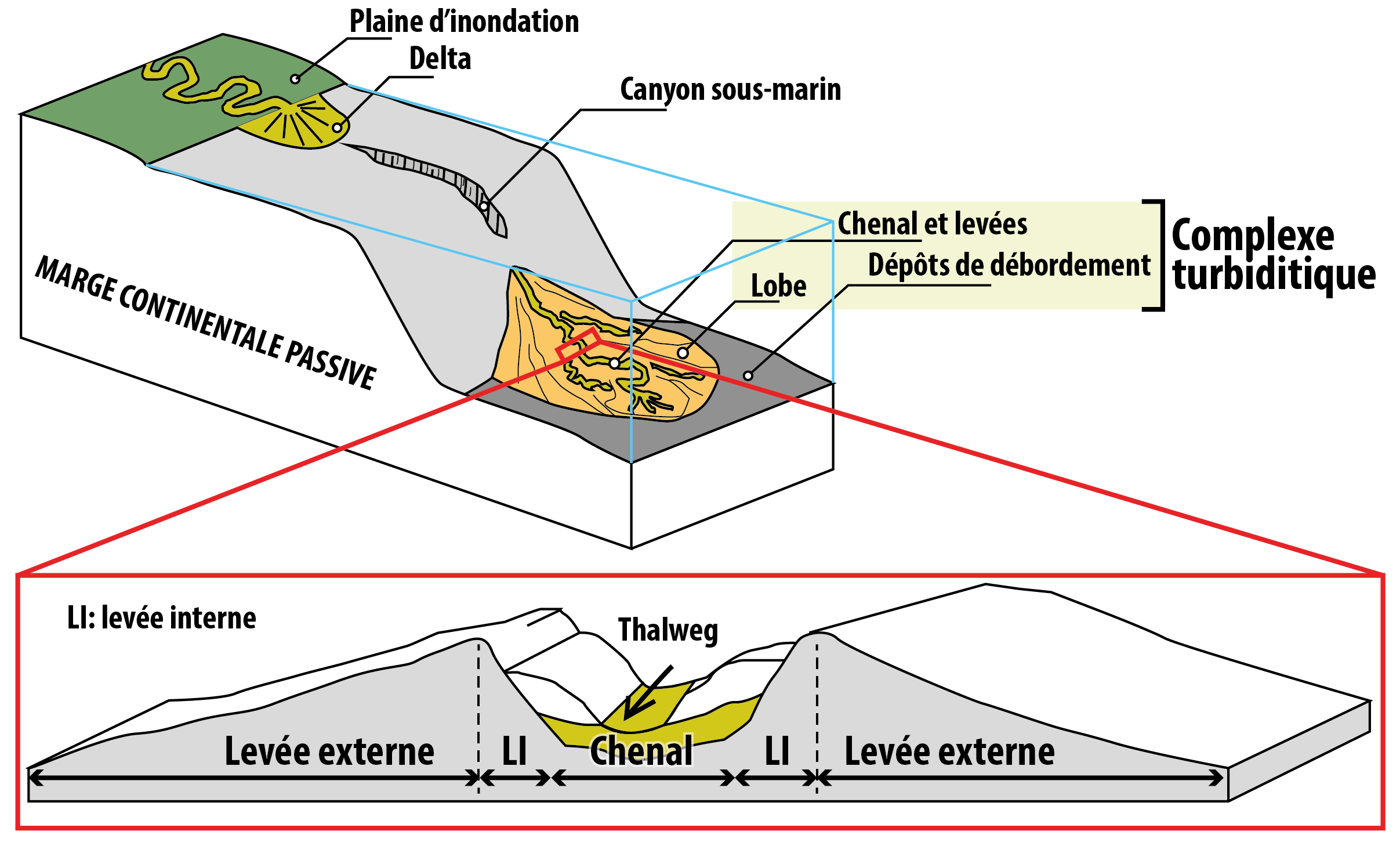
Complexe turbiditique à l'embouchure d'un canyon sous-marin

Le canyon sous-marin est une vallée sous-marine profonde (elle peut atteindre 1 000 mètres par rapport au niveau environnant) étroite et pentue creusée dans le talus continental (cf schéma). Il peut dans certains cas entailler le plateau continental jusqu'en bord de côte : il est alors désigné sous le terme de gouf.
Le canyon sous-marin peut être le prolongement sous-marin d'un fleuve mais il peut également avoir d'autres origines. 
Il est le lieu de cheminement privilégié des sédiments arrachés au continent qui sont transportés jusqu'à la plaine abyssale. L'écoulement des sédiments, normalement relativement lent, peut s'accélérer, déclenchant de véritables avalanches qui se propagent sur plusieurs centaines de kilomètres (turbidites). En 1979, un phénomène de ce type dans le canyon du Var a provoqué l'effondrement d'une digue de 300 mètres en construction le long de l'aéroport de Nice et coupé 2 câbles téléphoniques dans la plaine abyssale 100 kilomètres plus loin.